# 九三学社上海市委员会
九三学社上海市委员会，简称九三上海市委、九三学社上海市委、上海九三学社，是九三学社在上海市的地方组织。

## 历史沿革
1946年6月12日，九三学社上海分社成立。
“文化大革命”中停止活动，1977年11月恢复。
1984年4月，改称九三学社上海市委员会。